# CT Pernambuco (D-30)
El CT Pernambuco (D-30), originalmente botado como USS Hailey (DD-556), fue un destructor clase Fletcher que sirvió en la Armada de los Estados Unidos y en la Marina de Brasil.
El buque fue construido en Seattle por Bethlehem Steel Corporation, que inició el trabajo el 11 de abril de 1942. El 9 de marzo de 1943, fue botado y, el 30 de septiembre del mismo año, fue comisionado en la Armada de los Estados Unidos. Esta unidad clase Fletcher tenía una eslora de 114,8 m, una manga de 12 m y un calado de 5,5 m, con un desplazamiento estándar de 2050 t. La velocidad máxima del barco era de 35 nudos.
El armamento consistía en cinco cañones del calibre 127 mm, distribuidos en cinco torres MK-30 y 10 cañones Bofors 40 mm y cinco tubos lanzatorpedos del calibre 533 mm.
Fue retirado el 3 de noviembre de 1960 y transferido en arriendo a la Marina de Brasil el 20 de julio de 1961, junto al USS Cushing.